# Rakthamichthys roseni
Rakthamichthys roseni — вид костистих риб родини псевдовугрових (Synbranchidae) ряду злитнозяброподібних (Synbranchiformes).

## Поширення
Ендемік Індії. Поширений у штаті Керала. Мешкає у підземних водах.